# NGC 1436
NGC 1436 (другие обозначения — NGC 1437, FCC 290, ESO 358-58, AM 0341-360, MCG -6-9-25, IRAS03417-3600, PGC 13687) — спиральная галактика с перемычкой в созвездии Эридан.
Этот объект занесён в Новый общий каталог дважды, с обозначениями NGC 1436 и NGC 1437. Он входит в число перечисленных в оригинальной редакции Нового общего каталога.
Галактика входит в Скопление Печи.
Галактика NGC 1437 входит в состав группы галактик NGC 1399. Помимо NGC 1437 в группу также входят ещё 41 галактика.